# Трофей Траяна
Трофей Траяна (лат. Tropaeum Traiani) — монумент в Адамклісі, Румунія, побудований в 109 році у тодішній римській провінції Мезії на честь перемоги римського імператора Траяна над  даками в 102 році в  битві при Адамклісі. Монумент був зведений на місці, де в 92 році був розгромлений Legio XXI Rapax. До його зведення тут існував вівтар, на стінах якого були написані імена 3000 легіонерів і ауксиліаріїв, які загинули тут «борючись за Республіку».
Траянський монумент був навіяний  Мавзолеєм Августа, і був присвячений богу Марсу починаючи з 108/109 року. На монументі були 54 метопи, що зображують битви римських легіонів з ворогами; більшість (48 з 54) з них зараз зберігаються в розташованому поруч музеї, ще 1 метопа знаходиться в Стамбулі. Монумент мав слугувати попередженням племенам неподалік від недавно завойованої провінції.
Оригінальний пам'ятник не зберігся, його місце зараз займає реконструкція 1977 року.

## Виявлення
Монумент був далеко від основних шляхів європейських мандрівників, тому був заново відкритий лише в XIX столітті. За минулі століття монумент піддався сильному руйнуванню, зокрема селяни з довколишніх сіл використовували частини монумента для будівництва будинків. В кінці XIX століття археолог з Бухаресту Григоре Точилеску, (1850–1909) спільно з двома австрійськими вченими опублікував першу роботу, присвячену монументу. У цій роботі було порушено низку стилістичних і історичних проблем, такі як датування і хронологічний порядок подій, пов'язаних зі зведенням монумента.